# 矛頜翼龍屬
矛頜翼龍屬（屬名：Dorygnathus）意為「長矛的頜部」，是翼龍目喙嘴翼龍科的一屬，生存於侏儸紀早期的歐洲，約1億8000萬年前，當時盤古大陸有許多淺海。矛頜翼龍的翼展約為1.69公尺寬。頭顱骨長，眼眶是頭部最大型的洞孔。他們具有小型、三角形胸骨，是飛行相關肌肉的附著處。嘴部前端有彎曲的長牙齒，當牠們咬合時，會突出於嘴部前端；嘴部後段則是筆直的小型牙齒。矛頜翼龍具有不同型態的牙齒，是種異型齒動物；許多原始翼龍類是異型齒動物，而現代爬行動物則相當少見異型齒動物。研究人員推測，矛頜翼龍是以魚類為食。矛頜翼龍的後肢第五腳指較大型，朝向側方。較大第五腳指的功能未明，但第五腳指、尾巴之間可能支撐者翼龍膜，如同兩翼與身體之間的翼膜。翼龍類學家大衛·安文（David Unwin）認為矛頜翼龍與侏儸紀晚期的喙嘴翼龍有接近親緣關係，並與曲頜形翼龍生存於相同環境。

## 發現歷史
矛頜翼龍的第一個標本是頜部碎片與零碎骨頭，發現於德國巴伐利亞州北部的Banz Abbey，屬於波西多尼亞頁岩（Posidonia Shale），地質年代相當於托阿爾階。在1830年，古生物學家Carl Theodri將這些化石歸類於鳥掌翼龍的一種，巴斯鳥掌翼龍（Ornithocephalus banthensis）；種名是以化石發現處的Banz Abbey為名。正模標本（編號PSB 757）是一個下頜化石，先後經過克莉斯汀·艾瑞克·赫爾曼·汪邁爾（Christian Erich Hermann von Meyer）、Carl Theodri的研究，後者將其編入到喙嘴翼龍的化石。在相同時期，英格蘭也發現類似的翼龍類化石，被認為與德國翼龍類化石有相似處。Alfred Oppel將他新發現的德國化石，寄給慕尼黑的古生物學家約翰·安德烈亞斯·瓦格納。在1859年，英國古生物學家理查·歐文將英格蘭化石命名為雙型齒翼龍。在1860年，瓦格納認為這些德國化石明顯不同於英國的雙型齒翼龍，因此建立為新屬，模式種是巴斯矛頜翼龍（Dorygnathus banthensis）。屬名是由古希臘文的「長矛」（dory）與「頜部」（gnathos）所構成。

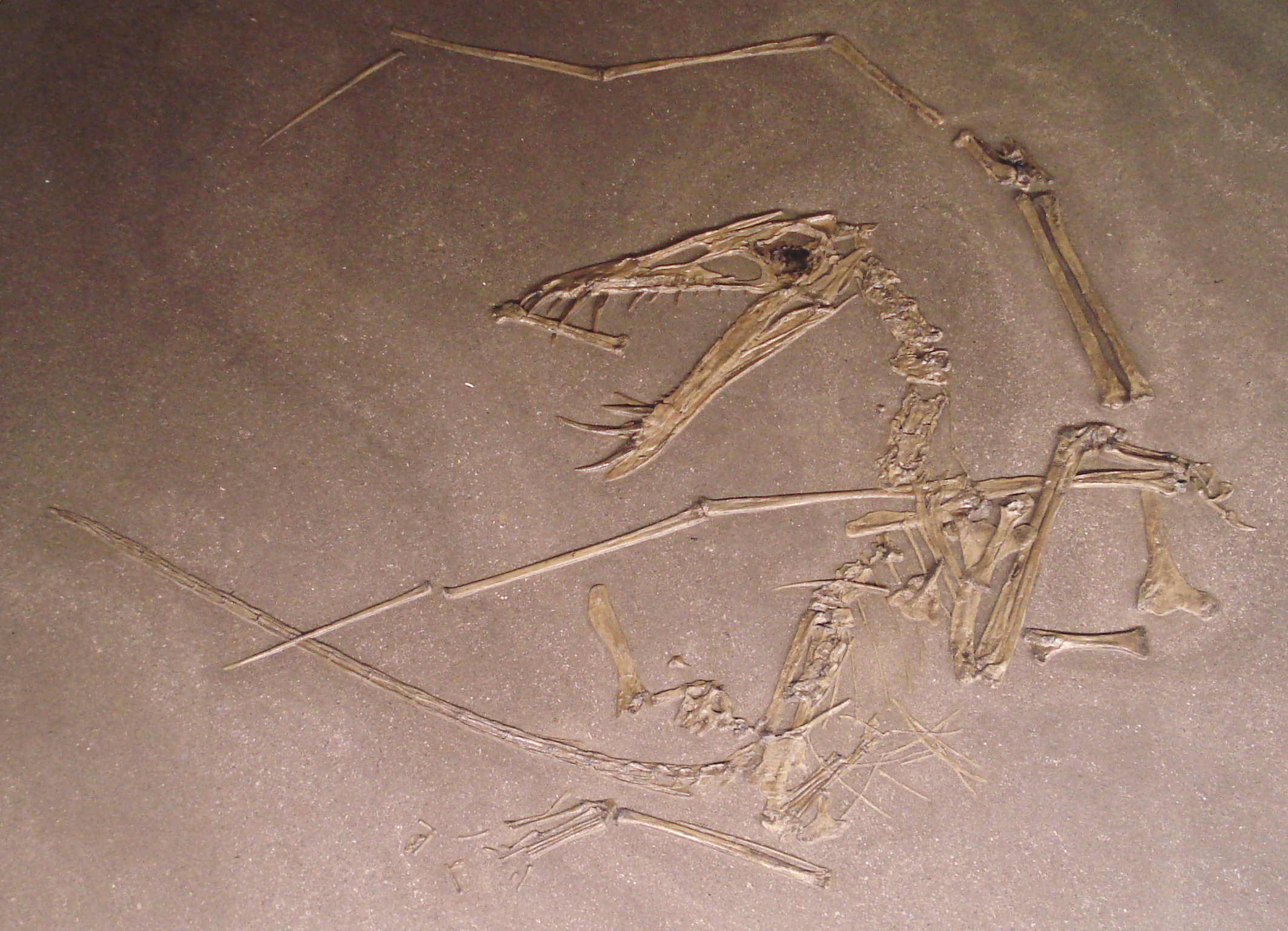
矛頜翼龍的化石，發現於德國侯茲馬登，目前位於瑞典烏普薩拉大學

之後，德國南部發現更多、更完整的矛頜翼龍化石，包含著名的侯茲馬登頁岩層（Holzmaden shale）。在1978年，法國南錫也發現矛頜翼龍的化石。矛頜翼龍的化石，大部分是在1920年代、1980年代所發現，常發現於板岩採石場。近年由於板岩的需求量下降，許多採石場關閉，導致近年較少發現相關化石。到目前為止，已發現超過50個化石，大部分存放在巴登－符騰堡州的斯圖加特自然史博物館。由於許多化石的保存狀態良好，目前已有許多矛頜翼龍的詳細研究。
在1971年，鲁玻特·威爾德（Rupert Wild）將一個德國化石建立為新種，米斯特爾高矛頜翼龍（D. mistelgauensis）；種名是以化石發現處的米斯特爾高（Mistelgau）為名。當地一位教師發現這個化石，然後轉交給當地的業餘古生物學家，因此沒有正式的化石編號。這個化石包含：肩帶、翼部、部分後肢、一個肋骨、一節尾椎。這個化石的體型較大，翼展約是巴斯矛頜翼龍的1.5倍。雙翼長，後肢短。
在2008年，凱文·帕迪恩（Kevin Padian）提出目前最大型的標本（編號MBR 1977.21），翼展約16.9公分，比米斯特爾高標本還大，而雙翼與後肢比例類似巴斯矛頜翼龍，地質年代也接近。帕迪恩據此提出米斯特爾高矛頜翼龍是巴斯矛頜翼龍的一個次客觀同物翼名。

## 敘述

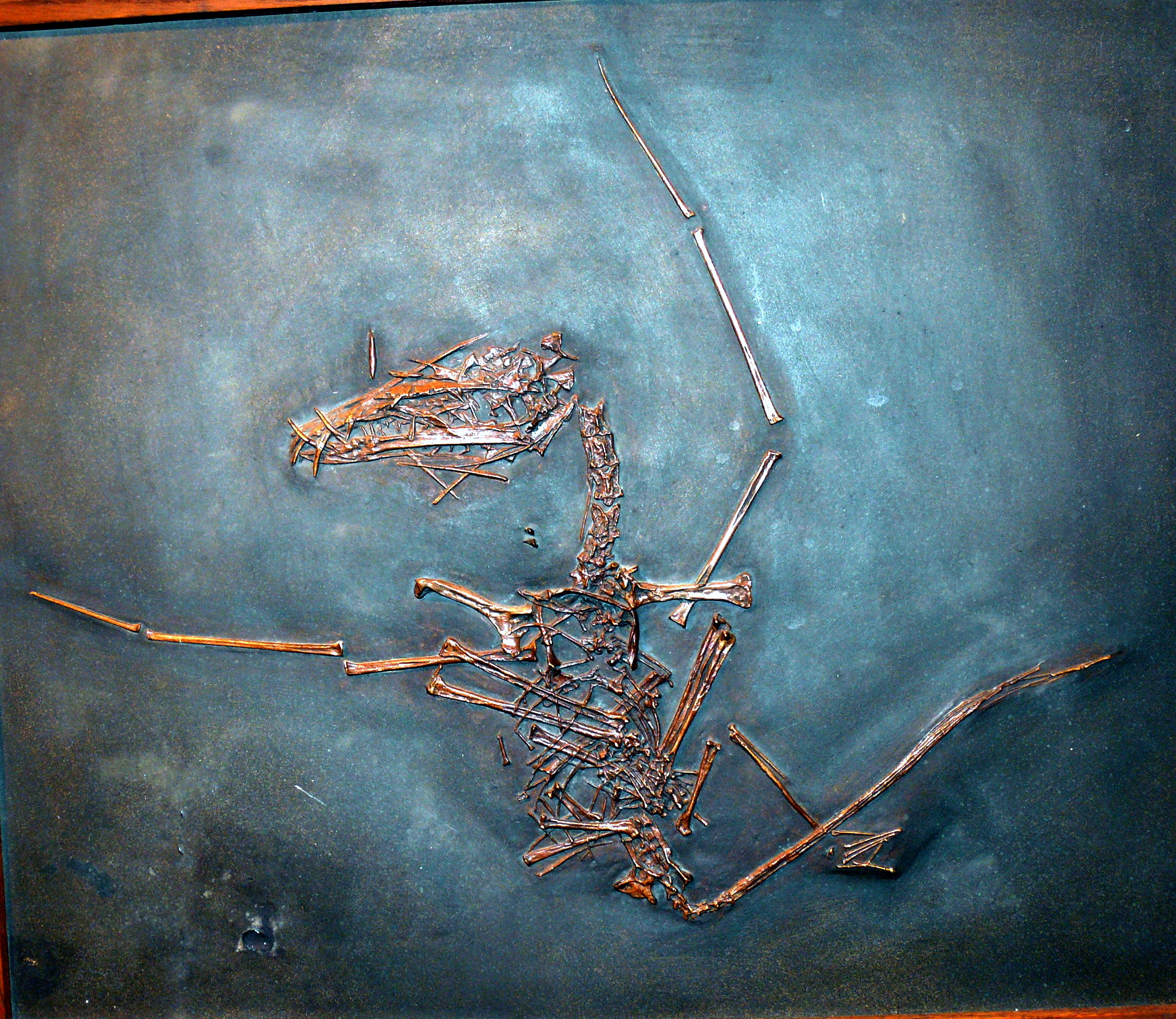
矛頜翼龍的另一個化石，也發現於侯茲馬登

矛頜翼龍的外形屬於典型的喙嘴翼龍類，例如：長尾巴、較大第五腳趾；與其他喙嘴翼龍類相比，矛頜翼龍的頸部較長、手掌較大。頭顱骨長、前端呈尖狀。目前最大型的頭顱骨（編號MBR 1920.16），目前存放在柏林自然博物館，頭顱骨長度約16公分，下頜長14.7公分。眼眶是頭部的最大型洞孔，比眶前孔還大；眶前孔與鼻孔之間有骨棒隔開。頭顱骨的上側曲線相當筆直，沒有發現骨質頭冠。下頜中後段的上下扁平，而前段的上下略高。
前上頜骨有四對長牙齒，上頜骨有七對牙齒，越後方的牙齒越小。下頜的前三對牙齒長而銳利、向前傾斜。下頜後段有至少8對較小型牙齒，比較直立，越後方的牙齒越小，下頜的前後段牙齒大小差異明顯。矛頜翼龍總共有至少44顆牙齒。當矛頜翼龍的嘴部閉合時，上下頜的前段長牙齒會互相交錯、向外側突出。
矛頜翼龍具有八節頸椎、十四節背椎、三或四節薦椎、以及27或28節尾椎；薦椎與尾椎的數量有差異，是因為最後一節薦椎也可能被鑑定為第一節尾椎。頸椎長而粗壯，橫剖面呈方形，連接者薄頸部肋骨。背椎的形狀較圓，有平坦的神經棘。前三到四節背椎連接者胸部肋骨；後段背椎連接者腹肋。前五到六節尾椎相當短，形成動作靈活的尾巴基部。後段尾椎較長，有向前後延伸的骨突，甚至可延伸到其他五節尾椎，因此尾巴堅挺、活動不靈活。尾椎的骨突也造成尾椎數量鑑定上的困難。
矛頜翼龍的胸骨小、呈三角形。凱文·帕迪恩推側胸骨後側有軟骨組織。肩胛鳥喙骨連接者較長的肩胛骨，形成鞍狀的肩胛關節；在年齡較老的個體，鳥喙骨與肩胛骨之間癒合。肱骨有三角形三角嵴（Deltopectoral crest），內部中空。前臂長度約是上臂的60%。手掌有五個腕骨，並延伸出短而粗壯的翅骨（Pteroid bone，翼龍類專有的骨頭），朝向身體內側；翅骨與頸部之間，連接者面積較小的前膜（Propatagium）。手掌的前三指小型，指爪短、大幅彎曲。第四指是俗稱的翼指，支撐者雙翼與翼膜，其中的第二、第三指骨非常長，第一、第四指骨較短。
骨盆的腸骨、坐骨、恥骨互相癒合者。腸骨延長，相當於六節脊椎的長度。大腿股骨比小腿還長，股骨頭與股骨骨幹之間呈45度。成年個體的小腿脛骨、腓骨之間，下方的2/3段落互相癒合者。跗骨與Astragalocalcaneum（由距骨與跟骨癒合的單一骨頭）之間沒有癒合跡象，而是跟脛骨癒合成胫跗骨。第三蹠骨是最長的蹠骨。第五腳趾的第二節骨頭呈45度彎曲，末端鈍而寬廣。第五腳趾與尾巴之間可能支撐者翼膜。
矛頜翼龍的某些標本保存了軟組織，但非常少見。早在1939年，古生物學家Ferdinand Broili發現編號1938 I 49有疑似毛髮痕跡，並據此提出毛頜翼龍可能具有毛髮、是某種程度的溫血動物。目前古生物學家多認為翼龍類具有毛髮，是某種程度的溫血動物。目前無法得知矛頜翼龍的尾巴末端是否形成鏢狀物，如同喙嘴翼龍。

## 種系發生學
在翼龍類的早期研究歷史中，由於矛頜翼龍、雙型齒翼龍有類似的異型齒齒列、類似的外形，許多研究人員認為牠們是近親。在1928年，法蘭茲· 諾普喬（Franz Nopcsa）將矛頜翼龍歸類於喙嘴翼龍科。在1978年，彼得·沃爾赫費爾（Peter Wellnhofer）也將矛頜翼龍歸類於喙嘴翼龍科。近年的翼龍類親緣分支分類法研究可分成數派。若根據大衛·安文（David Unwin）在2003年的分類系統，矛頜翼龍屬於喙嘴翼龍科的喙嘴翼龍亞科（Rhamphorhynchinae）；如果根據亞歷山大·克爾納（Alexander Kellner）的2003年分類系統，矛頜翼龍是位於喙嘴翼龍類的更原始位置，比雙型齒翼龍、蓓天翼龍還原始。在2008年，凱文·帕迪恩（Kevin Padian）提出矛頜翼龍、掘頜龍、喙嘴翼龍互為近親，牠們可能形成一個連續性的演化支。在2010年，古生物學家Brian Andres提出矛頜翼龍屬於喙嘴翼龍亞科，是一個單系群演化支。
以下演化樹來自於Brian Andres的2010年研究：
|  | 喙嘴翼龍   |
|  |            |
|  | 卡奇布翼龍 |
|  |            |

|                             | 抓頜龍                                                |
|                             |                                                       |
| <font color="white">unnamed | \| \| 狹鼻翼龍 \| \| \| \| \| \| 絲綢翼龍 \| \| \| \| |
|                             | \| \| 狹鼻翼龍 \| \| \| \| \| \| 絲綢翼龍 \| \| \| \| |
|                             | 狹鼻翼龍                                              |
|                             |                                                       |
|                             | 絲綢翼龍                                              |
|                             |                                                       |

|  | 狹鼻翼龍 |
|  |          |
|  | 絲綢翼龍 |
|  |          |

|  | 喙嘴翼龍   |
|  |            |
|  | 卡奇布翼龍 |
|  |            |

|                             | 抓頜龍                                                |
|                             |                                                       |
| <font color="white">unnamed | \| \| 狹鼻翼龍 \| \| \| \| \| \| 絲綢翼龍 \| \| \| \| |
|                             | \| \| 狹鼻翼龍 \| \| \| \| \| \| 絲綢翼龍 \| \| \| \| |
|                             | 狹鼻翼龍                                              |
|                             |                                                       |
|                             | 絲綢翼龍                                              |
|                             |                                                       |

|  | 狹鼻翼龍 |
|  |          |
|  | 絲綢翼龍 |
|  |          |

|  | 喙嘴翼龍   |
|  |            |
|  | 卡奇布翼龍 |
|  |            |

|                             | 抓頜龍                                                |
|                             |                                                       |
| <font color="white">unnamed | \| \| 狹鼻翼龍 \| \| \| \| \| \| 絲綢翼龍 \| \| \| \| |
|                             | \| \| 狹鼻翼龍 \| \| \| \| \| \| 絲綢翼龍 \| \| \| \| |
|                             | 狹鼻翼龍                                              |
|                             |                                                       |
|                             | 絲綢翼龍                                              |
|                             |                                                       |

|  | 狹鼻翼龍 |
|  |          |
|  | 絲綢翼龍 |
|  |          |

|  | 喙嘴翼龍   |
|  |            |
|  | 卡奇布翼龍 |
|  |            |

|                             | 抓頜龍                                                |
|                             |                                                       |
| <font color="white">unnamed | \| \| 狹鼻翼龍 \| \| \| \| \| \| 絲綢翼龍 \| \| \| \| |
|                             | \| \| 狹鼻翼龍 \| \| \| \| \| \| 絲綢翼龍 \| \| \| \| |
|                             | 狹鼻翼龍                                              |
|                             |                                                       |
|                             | 絲綢翼龍                                              |
|                             |                                                       |

|  | 狹鼻翼龍 |
|  |          |
|  | 絲綢翼龍 |
|  |          |

## 古生物學
矛頜翼龍被認為是魚食性動物，用長牙齒補抓鄰近海面的魚類或身體易滑的海生動物。矛頜翼龍的化石大多發現於海相沉積層；在侏儸紀早期，歐洲是一系列群島，侯茲馬登地層位於一個大型島嶼（Massif of Bohemia）的西北部，濱臨特提斯洋海岸。矛頜翼龍、曲頜形翼龍生存於相同時期的相同地區，但矛頜翼龍的化石常被發現，而矛頜翼龍的化石較為少見。目前還沒有發現矛頜翼龍的幼年個體化石，而目前最大標本的翼展約1.7公尺，最小標本的翼展約60公分，牠們可能無法飛越面積廣大的海洋。凱文·帕迪恩提出生長模式假設，認為矛頜翼龍的年幼時期成長速率較快，比許多相同體型的現代爬行動物還快，當牠們達到性成熟後，成長速率就會減緩。
凱文·帕迪恩根據矛頜翼龍、曲頜形翼龍的不同牙齒形態，提出兩者占據不同生態位。牙齒長的矛頜翼龍是以魚類為食，而牙齒切割面銳利的曲頜翼龍，則是以小型陸棲動物為食。在相同地區裡，矛頜翼龍的化石約是曲頜形翼龍的五倍，曲頜形翼龍將被迫佔據不同於矛頜翼龍的生態位。
當矛頜翼龍在陸地行動時，牠們的大型第五腳趾，將妨礙牠們在樹幹與樹枝上的移動。根據凱文·帕迪恩的理論，矛頜翼龍的體型小、尾巴長，使牠們在生理上可以採取二足方式移動；與許多原始翼龍類相比，矛頜翼龍的手掌相當大，因此牠們也可以採取四足方式移動。目前許多翼龍類學家認為，翼龍類在地面上移動時是採取四足方式移動時。